# Frank Lennard
Pour les articles homonymes, voir Lennard.
Frank Exton Lennard (24 avril 1892-25 février 1973) est un homme politique canadien de l'Ontario. Il est député fédéral progressiste-conservateur de la circonscription ontarienne de Wentworth de 1935 à 1940 et de 1945 à 1962.

## Biographie
Né à Dundas en Ontario, Lennard travaille comme marchand et teinturier.
Il entame une carrière publique en étant élu au conseil municipal de Dundas, 5 ans avant son entrée sur la scène fédérale. Élu en 1935, il effectue un seul mandat avant d'être défait en 1940. De retour en 1945, il est réélu en 1949, 1953, 1957 et 1958. Il ne se représente pas en 1962. Durant sa carrière, le premier ministre John Diefenbaker le nomme comme délégué aux Nations unies pour représenter le Canada durant l'assemblée générale des Nations unies à New York. Il exerce cette fonction trois mois.
Lennard meurt en 1973 et est inhumé au Grove Cemetery et sa conjointe meurt en 1986.